# SINPO-System
Das SINPO-System dient der Beurteilung von empfangenen Kurzwellenrundfunkaussendungen im Funkverkehr. Hierbei wird die Signalstärke (S: Signal Strength), der Störungseindruck (I: Interference), der Rauschanteil (N: Noise), die Intensität von Ausbreitungsbedingungen (P: Propagation) und der Gesamteindruck (O: Overall Merit) des Signals mit Ziffern beurteilt.

## Details
Mit S wird die Signalstärke bezeichnet. Ein S-Wert von 5 bedeutet Ortssenderqualität, wie sie bei Kurzwellensendungen nur recht selten auftritt. Der S-Wert 1 zeigt an, dass gerade noch ein Rundfunksignal zu erkennen ist, ohne dass Sprache oder Musik zu verstehen wäre. Der Wert I bezeichnet die Störung eines Rundfunksignals, die durch benachbarte Rundfunksender oder Aussendungen anderer Funkdienste auftreten kann. Als Nebengeräusche N werden Störungen natürlichen Ursprungs, wie Gewitter oder atmosphärische Störungen zusammengefasst. Mit P werden Ausbreitungsbedingungen beurteilt. Hierbei handelt es sich um Schwunderscheinungen, die sich meist durch Schwankungen in der Signalstärke bemerkbar machen. Die Gesamtbewertung O ist eine zusammenfassende Bewertung des Kurzwellensignals.
Gelegentlich trifft man auch auf den SINFO-Code, bei dem das F für Fading, also Schwunderscheinungen steht.
|   | S            | I            | N          | P            | O               |
| - | ------------ | ------------ | ---------- | ------------ | --------------- |
|   | Signalstärke | Störung      | Rauschen   | Ausbr.-Stör. | Gesamtbewertung |
|   | Strength     | Interference | Noise      | Propagation  | Overall Merit   |
| 5 | sehr stark   | keine        | keine      | keine        | sehr gut        |
| 4 | stark        | gering       | gering     | gering       | gut             |
| 3 | mittel       | mittel       | mittel     | mittel       | mittel          |
| 2 | schwach      | stark        | stark      | stark        | schlecht        |
| 1 | sehr schwach | sehr stark   | sehr stark | sehr stark   | unbrauchbar     |

## Erweiterungen
Als Erweiterung zum SINPO-Systems gibt es das SINPFEMO-System. Hier werden zusätzlich Einflüsse von Schwund (F: Fading), Modulationsgüte (E) und Modulationsgrad (M: Modulation) beurteilt.
|   | S            | I            | N          | P            | F               | E               | M                              | O               |
| - | ------------ | ------------ | ---------- | ------------ | --------------- | --------------- | ------------------------------ | --------------- |
|   | Signalstärke | Störung      | Rauschen   | Ausbr.-Stör. | Schwundfrequenz | Modulationsgüte | Modulationsgrad                | Gesamtbewertung |
|   | Strength     | Interference | Noise      | Propagation  | Fading          |                 | Modulation                     | Overall Merit   |
| 5 | sehr stark   | keine        | keine      | keine        | kein            | sehr gut        | sehr gut                       | sehr gut        |
| 4 | stark        | gering       | gering     | gering       | langsam         | gut             | gut                            | gut             |
| 3 | mittel       | mittel       | mittel     | mittel       | mäßig           | ausreichend     | ausreichend                    | mittel          |
| 2 | schwach      | stark        | stark      | stark        | schnell         | schlecht        | schlecht oder keine Modulation | schlecht        |
| 1 | sehr schwach | sehr stark   | sehr stark | sehr stark   | sehr schnell    | sehr schlecht   | dauernd übermoduliert          | unbrauchbar     |

## Ähnliche Systeme
Für die Beurteilung von Aussendungen im Amateurfunkdienst wird oft nur das weniger umfangreiche RST-System verwendet. Für die Beurteilung von Sprechfunkübertragungen (Phonie) findet das RS-System nach gleichem Muster Verwendung, bei dem die Beurteilung der Tonqualität keine Bedeutung hat.

## Weblink
- https://www.fading.de/sinpo.php Systeme zur Beurteilung von Funksignalen